# Dulong–Petits lag
Dulong–Petits lag är i termodynamiken en fysikalisk lag föreslagen 1819 av de franska fysikerna Pierre Louis Dulong och Alexis Thérèse Petit som beskriver det klassiska uttrycket för den specifika värmekapaciteten för ett givet kemiskt ämne. Lagen innebär att den specifika värmekapaciteten är proportionell mot molmassan för ett ämne. Mer specifikt innebär Dulong–Petits lag att 1 mol av ett ämne har ungefär den konstanta molära värmekapaciteten {\displaystyle C_{m}=3R}, där {\displaystyle R} betecknar den allmänna gaskonstanten.

## Formulering
Lagens samband kan skrivas olika beroende på definitionen av värmekapacitet. 
Uttrycket för värmekapacitet {\displaystyle C} (i enheten [J/K]) beror på substansmängden (antalet mol) {\displaystyle n}, och uttrycks genom allmänna gaskonstanten {\displaystyle R} som
{\displaystyle C=n3R}
där substansmängden (antalet mol) antigen ges genom massan {\displaystyle m} och molmassan {\displaystyle M} som {\displaystyle n=m/M} eller genom antalet atomer {\displaystyle N} och Avogadros tal {\displaystyle N_{A}} som {\displaystyle n=N/N_{A}}. 
Alternativ kan detta även skrivas dirkt från antalet {\displaystyle N} med Boltzmanns konstant {\displaystyle k_{B}}, som {\displaystyle C=N3k_{B}} .
Mer direkt är då uttrycket för molär värmekapacitet ({\displaystyle C_{m}=C/n}, [J/(mol⋅K)]), som därmed är konstant, och ges av
{\displaystyle C_{m}=C/n=3R}
där konstanten {\displaystyle 3R} ungefär är 25 Joule per Mol Kelvin [J/(mol·K)]. 
Vanligt är dock att värmekapacitet uttrycks som specifik värmekapacitet ({\displaystyle c=C/m}, [J/(K⋅kg)]), som ges av
{\displaystyle c=3nR/m}
vilket även kan skrivas som ett uttryck beroende på molmassan som {\displaystyle c=3R/M}.

## Koppling till teori

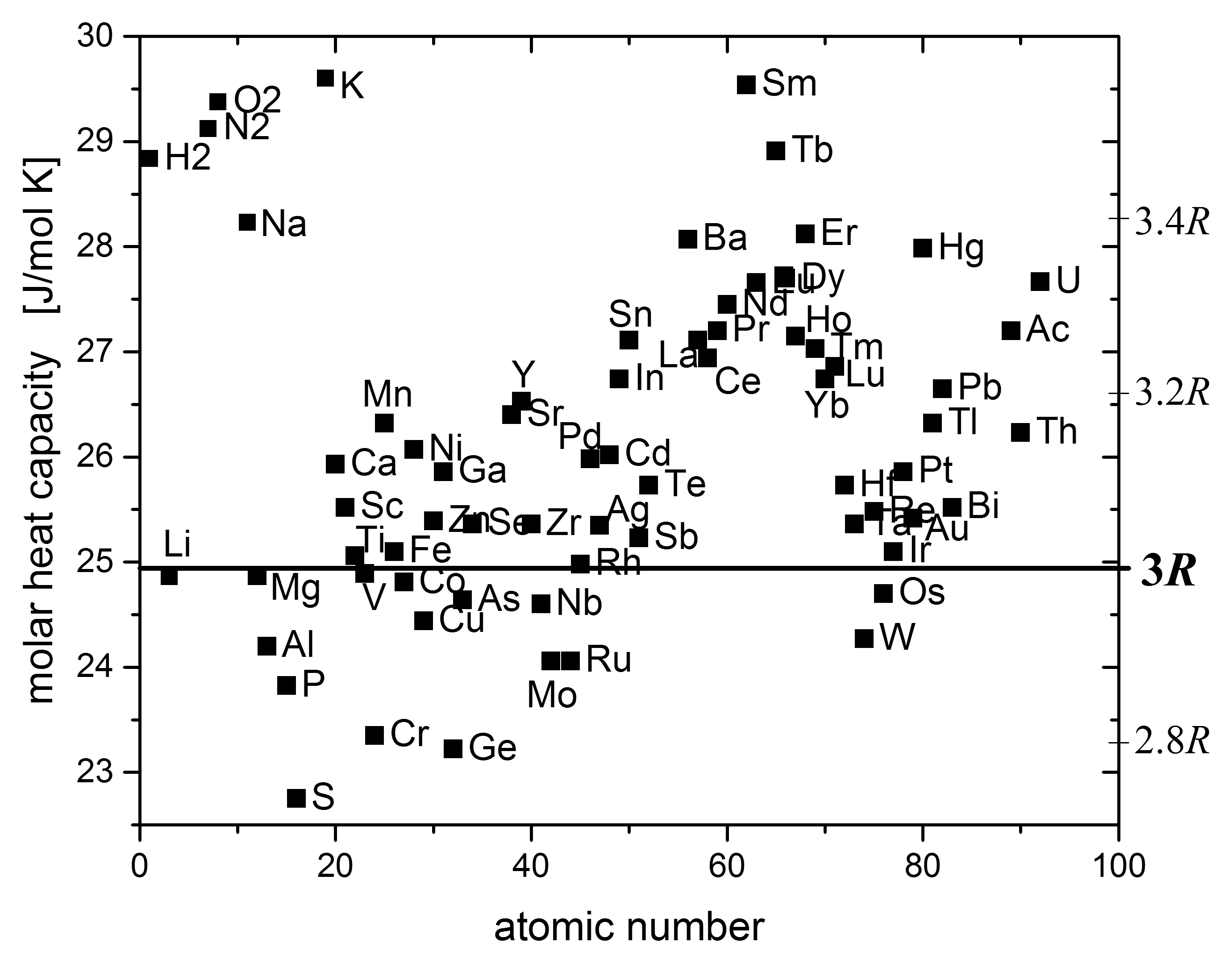
Molär värmekapacitet (molar heat capacity) för de flesta grundämenen vid 25 °C är mellan 2.8 R och 3.4 R. Plottat som en funktion av atomnummer (atomic number) inom ett intervall från 22.5 till 30 J/mol K.

Dulong och Petit hade utecklat lagen 1819 baserat på experiment. Historiskt spelade den en viktig roll för att kunna beräkna atommassan för olika ämnen. Från början hade lagen ingen koppling till allmänna gaskonstanten och skrevs bara som {\displaystyle cM={\text{konstant}}}. Men sambandet kunde senare knytas till teorier om gaser då konstanten är motsvarande {\displaystyle 3R}. 
Lagen fick en teoretisk förklaring av Ludwig Boltzmann, baserat på statistisk mekanik av James Clerk Maxwell, genom att tillämpa ekvipartitionsprincipen. Uttrycket påminner delvis om hur värmekapaciteten är för gaser, så som den kan beskrivas inom Maxwell-Boltzmann-statistik och kinetisk gasteori.
Enligt ekvipartitionsprincipen beskrivs värmekapaciteten genom frihetsgrader {\displaystyle f}, där {\displaystyle C=(f/2)Nk_{B}} beskriver värmekapaciteten för {\displaystyle N} antal partiklar.
Dulong-Petits lag sammanfaller med detta, och kan då beskrivas med 6 frihetsgrader ({\displaystyle f=6}) för fasta ämnen.
Detta kan delvis ses som en bra förklaring, men det fanns brister.
Dessvärre kan Dulong-Petits lag inte förklara värmekapaciteten vid låga temperaturer.  
Avvikelsen varierade mellan olika material, och var extra tydlig för diamant.

## Förbättrade samband
Under 1900-talet utvecklades nya modeller för att beskriva värmekapaciteten för fasta ämnen. 1907 utvecklade Albert Einstein en modell, Einsteinmodellen, som beskriver hur fononvibrationer i ett ämne ger upphov till en temperaturberoende värmekapacitet. För höga temperaturer sammanfaller Einsteinmodellens resultat med Dulong–Petits lag. 1912 utvecklades Debyemodellen som även ger det karaktäristiska sambandet {\displaystyle C\propto T^{3}} vid låga temperaturer och samtidigt reproducerar resultaten från Dulong–Petits lag vid höga temperaturer.